# 김석연 (1648년)
김석연(金錫衍, 1648년~1723년 8월 17일)은 조선후기의 문신이자 외척이다. 본관은 청풍(淸風). 자는 여백(汝伯)이다. 청풍부원군 김우명의 아들이며, 현종비 명성왕후(明聖王后)의 동생이다.

## 생애
음서로 벼슬에 올라 1680년 예빈시정(禮賓寺正)을 지냈다. 1689년 기사환국 때 축출당했다가, 1694년 갑술옥사로 다시 기용되어 공조참판·어영대장 등을 거쳐 1708년 지돈령부사, 한성판윤, 형조판서 등을 지냈다. 죽은 뒤에 숭록대부(崇祿大夫) 의정부좌찬성에 추증되었다. 시호는 정희(貞僖)이다.

## 가족
부인은 제14대 선조의 백형 하원군 의헌공 이정의 현손녀이며, 도정궁(都正宮) 사손 동돈녕 전주인 이정한(李挺漢)의 딸로 정경부인 전주이씨이다. 숙종의 외숙이며 김석주의 사촌형제이다.
- 고조부 : 김비(金棐)
  - 증조부 : 김흥우(金興宇)
    - 할아버지 : 영의정 김육(金堉)
      - 아버지 : 청풍부원군 김우명(金佑明)
        - 형 : 김만주
        - 형 : 김석익
        - 누이 : 명성왕후
        - 매형 : 현종
        - 서제 : 김석구(金錫耉)
        - 부인 : 정경부인 전주이씨, 전주인 도정궁 사손 동돈녕 이정한(李挺漢)의 딸
          - 장남 : 김도함(金道涵)
            - 손자 : 김성채(金聖采) - 생부 김도흡

          - 차남 : 김도흡(金道洽)
            - 손자 : 김성휴(金聖休)